# Christella dentata
Christella dentata é uma espécie de feto pertencente à família Thelypteridaceae. 
A autoridade científica da espécie é (Forssk.) Brownsey & Jermy, tendo sido publicada em British Fern Gazette 10(6): 338. 1973.

## Portugal
Trata-se de uma espécie presente no território português, nomeadamente no Arquipélago dos Açores e no Arquipélago da Madeira.
Em termos de naturalidade é nativa das duas regiões atrás referida.

## Protecção
Não se encontra protegida por legislação portuguesa ou da Comunidade Europeia.